# George Des Brisay de Blois
George Des Brisay de Blois (* 21. Oktober 1887 in Charlottetown, Prince Edward Island; † 1964) war ein kanadischer Unternehmer. Von 1933 bis 1939 war er Vizegouverneur der Provinz Prince Edward Island.
De Blois leitete das familieneigene Handels- und Exportunternehmen De Blois Brothers, außerdem gehörte er dem Aufsichtsrat des Tuberkulose-Sanatoriums von Prince Edward Island an. Generalgouverneur Lord Bessborough vereidigte ihn am 28. Dezember 1933 als Vizegouverneur von Prince Edward Island. Dieses repräsentative Amt übte er bis zum 1. Oktober 1939 aus.